# Trachelopachys
Trachelopachys is een geslacht van spinnen uit de familie Trachelidae.

## Soorten
- Trachelopachys aemulatus Gertsch, 1942
- Trachelopachys ammobates Platnick & Rocha, 1995
- Trachelopachys bicolor Chamberlin, 1916
- Trachelopachys bidentatus Tullgren, 1905
- Trachelopachys caviunae (Mello-Leitão, 1947)
- Trachelopachys cingulipes (Simon, 1886)
- Trachelopachys gracilis (Keyserling, 1891)
- Trachelopachys ignacio Platnick, 1975
- Trachelopachys keyserlingi (Roewer, 1951)
- Trachelopachys machupicchu Platnick, 1975
- Trachelopachys magdalena Platnick, 1975
- Trachelopachys quadriocellatus (Mello-Leitão, 1939)
- Trachelopachys sericeus (Simon, 1886)
- Trachelopachys singularis (Caporiacco, 1955)
- Trachelopachys tarma Platnick, 1975